# Cotzurio
Cotzurio är en ort i Mexiko.   Den ligger i kommunen Morelia och delstaten Michoacán de Ocampo, i den södra delen av landet, 230 km väster om huvudstaden Mexico City. Cotzurio ligger 2 132 meter över havet och antalet invånare är 658.
Terrängen runt Cotzurio är huvudsakligen kuperad, men åt sydväst är den platt. Runt Cotzurio är det tätbefolkat, med 459 invånare per kvadratkilometer. Närmaste större samhälle är Morelia, 16,9 km sydost om Cotzurio. I omgivningarna runt Cotzurio växer huvudsakligen savannskog.